# Constantin-François de Chassebœuf de Volney
Constantin-François de Chassebœuf, conte di Volney (Craon, 3 febbraio 1757 – Parigi, 25 aprile 1820), è stato un filosofo e orientalista francese.
Soprannominato in gioventù Boisgirais dal nome del podere paterno, assunse successivamente il nome Volney (che ottenne dalla crasi di Voltaire e Ferney).

## Biografia

### Giovinezza e rivoluzione francese
Nacque nel 1757 a Craon da una famiglia di nobili origini e, inizialmente interessato allo studio di medicina e giurisprudenza, frequentò invece la facoltà di lingue antiche, distinguendosi per una sua Memoria sulla cronologia di Erodoto, lodata anche da Claude-Adrien Helvétius. Il giovane Volney strinse amicizie con Pierre Jean Georges Cabanis, Nicolas de Condorcet, Paul Henri Thiry d'Holbach e Benjamin Franklin.

### Viaggio in Oriente
Nel 1782 si imbarcò per un viaggio in Oriente e verso la fine dell'anno raggiunse l'Egitto, ove trascorse sette mesi. Volney fu qui sconvolto dalla legalizzazione della schiavitù. Per primo ritenne che gli antichi egizi fossero originari dell'Africa nera; durante la sua visita alla Sfinge ritenne di aver individuato nei tratti della statua la tipica fisionomia africana, prova definitiva dell'appartenenza degli Egizi al ceppo dei negroidi.
Volney ipotizzò poi che gli Egiziani delle origini si fossero imbastarditi con Greci e Romani, dando origine agli Egiziani che, all'epoca, apparivano di carnagione piuttosto chiara. Si stupì dunque dello stato di schiavitù legalizzata in cui erano tenuti i nobili fondatori della società egizia (ossia i nativi africani), ritenendo che i neri fossero intelligenti come i bianchi. Riconobbe inoltre una persistenza dei caratteri originari anche negli Egizi a lui contemporanei.
Spostatosi in Libano e in Palestina per imparare la lingua araba, vi visse per due anni. Ritornò in patria nel 1785, trascorrendo i successivi tre anni a scrivere il resoconto Viaggio in Egitto e Siria (1787) e Considerazioni sulla guerra tra i Turchi e la Russia (1788).

### Attività rivoluzionaria
Volney fu membro degli Stati generali e aderì all'assemblea nazionale costituente poco dopo il giuramento della pallacorda. Nel 1791 pubblicò Le Rovine, o meditazioni sulle rivoluzioni degli imperi, nel quale prediceva che un giorno le religioni si sarebbero unite, rivelando una verità comune ed universale.
Provò ad applicare alcune sue teorie economiche in Corsica, dove comprò nel 1792 un podere, cercando di sviluppare una piantagione. Durante il Terrore fu imprigionato, ma evitò la ghigliottina, riuscendo perfino a divenire, caduto Robespierre, professore di Storia all'École Normale.

### Viaggio negli Stati Uniti e ultimi anni
Nel 1795 Volney entrò nell'Accademia francese.
Nello stesso anno intraprese un viaggio negli Stati Uniti d'America, venendo però rimpatriato dopo varie accuse di essere una spia francese (si temeva infatti che i Francesi volessero riprendere la Louisiana, prima di Napoleone vòlta in possesso britannico e spagnolo). Da questo viaggio trarrà, nel 1803, la Tavola del clima e del sole negli Stati Uniti.
Non era un sostenitore di Napoleone Bonaparte, ma prese comunque parte alla vita politica del primo impero, venendo creato conte di Volney.
Dopo la restaurazione fu nominato Pari di Francia. Negli ultimi anni imparò il sanscrito da Alexander Hamilton, un linguista che egli aveva protetto durante la Rivoluzione.
Morì nel 1820 e fu sepolto al cimitero di Père-Lachaise di Parigi. Nel suo testamento lasciò una considerevole somma per la creazione del Prix Volney il cui scopo doveva essere quello di "... stimolare e incoraggiare qualunque tipo di lavoro che ha lo scopo di sviluppare i metodi di trascrizione delle lingue asiatiche, utilizzando l'alfabeto europeo.".

## Visione filosofica
Le Rovine possono essere considerate come una divulgazione del pensiero materialista di Julien Offray de La Mettrie, in un impietoso dissenso verso le religioni tradizionali (ne auspica infatti un'unione).

### Rapporti con Thomas Jefferson
Durante il suo viaggio in America Volney frequentò l'American Philosophical Society ed entrò in contatto con Thomas Jefferson, suo presidente. Jefferson si offrì in un primo momento di tradurre Le Rovine, indi rifiutò per paura di venir ritenuto ateo.
Volney conclude questo suo saggio con l'enunciazione della necessità della separazione tra Stato e Chiesa; un'eventuale traduzione avrebbe attirato serie critiche teologiche e anche morali sul futuro presidente.
La traduzione venne tuttavia svolta e pubblicata da parte di Joel Barlow.
Fu membro della Massoneria.

## Opere filologiche
- Semplificazione dei linguaggi orientali (1795)
- Supplemento all'Erodoto di Larcher (1808)
- Nuove ricerche sulla Storia antica (1814)
- Discorso sullo studio della filosofia dei linguaggi (1819)
- Alfabeto europeo applicato alle lingue asiatiche (1819)
- L'ebraico semplificato (1820)

### Edizioni italiane
- Le rovine. Ossia meditazione sulle rivoluzioni degli Imperi (Les Ruines, ou Méditation sur les Révolution des Empires, Paris, 1791), A cura di Andrea Tagliapietra e Marco Bruni, Collana Biblioteca di filosofia della storia, Milano, Mimesis, 2016, ISBN 978-88-575-3237-0.
- Viaggio in Egitto e in Siria 1782-1785, a cura di Sergio Moravia, traduzione di Elena Del Panta, Milano, Longanesi, 1974
- Catechismo del cittadino francese, a cura di Paolo Viola, Pisa, ETS, 1993